# کوسه نقره‌ای
شارک نقره ای،  با نام اصلی (Bala Shark)، یا کوسه نقره ای، یک ماهی از خانواده کپورماهیان است. این گونه از خانواده کوسه ماهی ها نیست بلکه به دلیل شکل ظاهری و فرم باله هایش به این نام خوانده میشود.

## توزیع
شارک نقره ای در شبه جزیره مالایی ، سوماترا و بورنئو وجود دارد . قبلاً در شمال رودخانه مکونگ و چائو فرایا و احتمالاً منقرض شده است(وجود این ماهی در رود مکونگ نگ مشکوک است).

## در آکواریوم

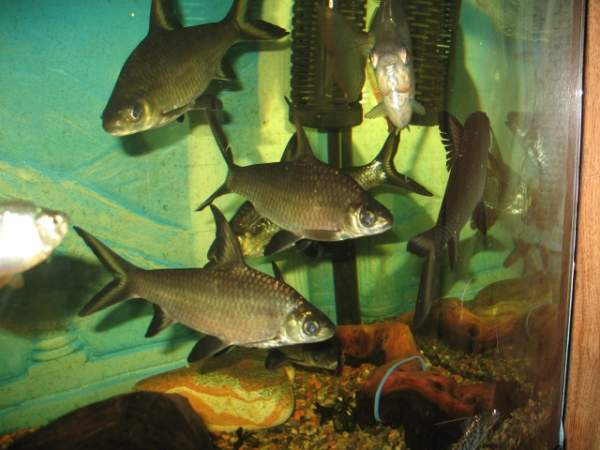

شارک نقره ای به طور کلی ماهیان صلح جویی هستند و همراهان صلح جو و خوبی برای انواع دیگر ماهیان آکواریوم هستند . این ماهی به طور گسترده ای در اکثر فروشگاه های حیوانات خانگی موجود است، اما در حقیقت این ماهی بسیار بزرگتر از اندازه آکواریوم های خانگی رشد می کنند.
آنها یک ماهی مقاوم هستند که تغییرات دما ، تغییرات pH و سایر عواملی را که بقیه ماهی ها نسبت به آنها حساس هستند را به خوبی تحمل می کند. PH آب باید ۶٫۰ – ۸٫۰ باشد. سختی آب مطلوب برای این گونه، نرم تا متوسط است (۵٫۰ – ۱۲٫۰ dGH ). دمای آب باید بین ۲۲ – ۲۸ حفظ شود درجه سانتی گراد (۷۲ – ۸۲ درجه فارنهایت).  این ماهی بهتر است در گروه های دو یا چند تایی نگهداری شود. بهتر شارک نقره ای در یک آکواریوم پوشیده نگهداری شود، زیرا یک پرش کننده بسیار ماهر است. 